# Kołotowo
Kołotowo (lit. Kulautuva) – miasteczko na Litwie, położone w okręgu kowieńskim i w rejonie kowieńskim. Liczy 1 367 mieszkańców (2001).